# Arena Opus
Arena Opus (anteriormente chamada de Arena Petry e Hard Rock Live Florianópolis) é um centro de eventos brasileiro. Fica em São José, Santa Catarina, na Região Metropolitana de Florianópolis, e é considerada o maior complexo multiúso do Sul do Brasil.
Originalmente criada para suceder o Centro de Eventos Petry, da cidade vizinha de Biguaçu, a Arena foi aberta no final de 2018. Uma parceria com a Hard Rock Internacional fez com que o local passasse a ser um Hard Rock Live, marca de espaços para espetáculos da empresa, entre 2022 e 2023. Desde o fim da parceria, em junho de 2023, a Arena ganhou o nome atual, passando a ser administrada pela Opus Entretenimento.
Está localizada na Rodovia Eugênio Raulino Koerich (SC-281), no bairro Sertão do Maruim, ao lado do loteamento Nova São José.

## Estrutura
O arquiteto do centro de eventos foi Luiz Octávio Almeida de Oliveira, que se inspirou em arenas gregas devido a capacidade de visualizar o espetáculo de qualquer ângulo, além de outros centros de eventos no Brasil e no mundo, como o Anhembi.
Além da arena de espetáculos principal, o prédio tem um auditório plenário, vinte salas modulares, doze lounges corporativos, um hall e um terraço. Sua área é 55 mil metros quadrados com capacidade para 17 mil pessoas. O palco principal - o maior indoor do país - tem 540 m² de área, sendo 24 metros de boca de cena por 15 metros de profundidade e 22 metros de altura livre, com backstage em três níveis e onze camarins.
O terreno tem 61 mil metros quadrados e o complexo conta com 2,3 mil vagas de estacionamento, sob o prédio e na parte de trás. O estacionamento atrás do prédio também pode ser adaptado para espetáculos, com uma capacidade de cerca de 30 mil pessoas.

## Histórico

### Centro de Eventos Petry
Uma escolinha de futebol no Centro de Biguaçu criada pelo ex-jogador de futebol Sandro Petry foi a origem de tudo, após a criação de uma lanchonete no local e o início do aluguel para eventos. Com o sucesso do primeiro evento, a família - formada por Sandro e seus irmãos Roberto, Mariane e Patrícia, e seus pais Sandra e Anito, falecido em 2010 - decidiu expandir com o Complexo Esportivo Petry, que depois virou um Centro de Eventos em 2002.
Com capacidade para 6.500 pessoas, o Centro de Eventos Petry recebeu os principais shows nacionais e internacionais de Biguaçu. Era um grande galpão de madeira com partes de alvenaria, com área de 4.500 metros. Após 17 anos e com bastante experiência, o local ficou pequeno e a família começou a ficar incomodada com os problemas estruturais, como o estacionamento, os banheiros, a acústica e a climatização. Com isso, decidiram investir em um novo espaço, adquirindo um terreno no sul de São José onde a sucessora do Centro de Eventos seria construída.
Após a abertura da Arena Petry, o Centro de Eventos Petry deixou de existir. O espaço onde ele ficava em Biguaçu mudou de mãos e se tornou o Clube Zero48, que continuou a receber shows, festas e eventos até um incêndio destruir totalmente a estrutura na madrugada de 25 de abril de 2020.

### Arena Petry
Após cinco anos de projeto, dois anos e meio de obras e mais de 60 milhões de reais em investimento, a então Arena Petry foi aberta no dia 1 de Dezembro de 2018 com shows de Marília Mendonça e Fernando e Sorocaba, e o mês de inauguração contou com um show da turnê nacional dos Tribalistas - a primeira do trio em Santa Catarina - no dia 14 do mesmo mês.

### Hard Rock Live Florianópolis
Após pouco mais de um ano da Arena Petry aberta, no dia 31 de janeiro de 2020 a Família Petry anunciou oficialmente a parceria com a Hard Rock Internacional, empresa estadunidense famosa pelo Hard Rock Cafe. Com essa parceria, a Arena iniciou a conversão do espaço em Hard Rock Live, uma franquia da marca americana para casas de shows e eventos. Após a conversão, a Arena Petry passa então a se chamar Hard Rock Live Florianópolis, o primeiro fora dos Estados Unidos e o maior Hard Rock Live do mundo.
O prazo inicial previsto para a reabertura da Arena como Hard Rock Live Florianópolis era 2020, mas os planos foram adiados devido a pandemia de COVID-19, abrindo com o novo nome apenas em março de 2022. Entre as mudanças, foram feitas uma nova fachada e a presença da Rock Shop, loja oficial da marca, e dos artigos originais de grandes estrelas da música no hall de entrada. Mais de 170 eventos foram feitos no ano da gestão da Hard Rock.

### Arena Opus
Em junho de 2023, uma nova mudança: com a não renovação do contrato com a Hard Rock, a Opus Entretenimento assumiu a gerência do centro de eventos, que, a partir de então, passou a se chamar Arena Opus. A empresa, que já gerencia diversos locais de espetáculos no Brasil, como o Teatro Bradesco, a Vibra São Paulo e o Teatro Opus Frei Caneca em São Paulo, o Teatro do Bourbon Country e o Maori no Rio Grande do Sul, o Teatro Riachuelo no Rio Grande do Norte, os Teatros RioMar em Pernambuco e no Ceará e o Live Curitiba no Paraná, passa a ter também um local para eventos em Santa Catarina.

## Eventos
Marília Mendonça e Fernando e Sorocaba foram os primeiros artistas a se apresentar na Arena Opus, ainda chamada Arena Petry, em 2018. No mesmo ano, os Tribalistas fizeram no local o primeiro show em Santa Catarina do supergrupo.  
Com o passar dos anos, muitos dos maiores nomes da música brasileira passaram pelo espaço, como os sertanejos Chitãozinho & Xororó, Jorge & Mateus, Gusttavo Lima, Marcos & Belutti, Zezé di Camargo & Luciano, Zé Neto & Cristiano, Leonardo e Eduardo Costa, artistas do samba e do pagode como Alcione, Ferrugem, Péricles, Zeca Pagodinho, Raça Negra, Alexandre Pires e Seu Jorge, bandas de rock como Titãs, Skank, Os Paralamas do Sucesso, Jota Quest, Roupa Nova, Nenhum de Nós, NX Zero, Fresno, Sepultura e Raimundos, artistas da MPB como Jorge Ben Jor, Zé Ramalho, Djavan, Nando Reis, Ana Carolina, Maria Rita e Lulu Santos, além de outros artistas de variados estilos como o Padre Fábio de Melo, Alok, Wesley Safadão, Jão, L7nnon, Baco Exu do Blues, Pitty, Humberto Gessinger, Chico César, Geraldo Azevedo, Tiago Iorc, Paulo Ricardo, Dado Villa-Lobos e Marcelo Bonfá.  
Vários artistas já se apresentaram mais de uma vez, como Roberto Carlos, que veio em 2019 e 2024, a banda alemã Scorpions, em 2019 e 2023, e Anitta, que participou do Carnarena de 2019, festival que contou também com Diego & Victor Hugo e Vitor Kley, e retornou com a turnê Ensaios da Anitta em 2024. Além do Carnarena, o espaço já sediou alguns outros festivais, como o VillaMix em 2019, o Vibes Festival em 2022, o Floripa Eco Summer em 2023 e o Rock Session em 2022 e 2023. Também aconteceram na Arena a abertura da turnê de 30 anos dos Racionais MC's e o último show no Brasil da banda estadunidense Kiss. Outro show de grande repercussão envolveu Luan Santana, onde o artista tinha marcado um show no Rock in Rio na mesma data, mas preferiu cumprir o compromisso em São José e cancelou a participação no festival carioca.
Além do Scorpions e do Kiss, dentre as atrações internacionais, destacam-se o quarteto Il Divo, os alemães do Helloween, a estadunidense Erykah Badu, que se apresentou no Floripa Eco Summer, a galesa Bonnie Tyler e o Guns N' Roses, que foi o primeiro grande show com público presencial a usar o estacionamento externo da Arena após a pandemia de COVID-19 - o espaço, chamado Hard Rock Live Air nessa ocasião, teve público de trinta mil pessoas. Após isso, outros eventos como o Floripa Eco Summer e o show dos Ensaios da Anitta também usaram esse espaço, que fica atrás da Arena e também pode receber público dependendo da demanda. Durante o período de restrições impostas pela pandemia de COVID-19 no Brasil, o local foi usado para a vacinação e para receber shows drive in.
A Arena pode receber outros tipos de espetáculos, como os teatrais de Luccas Neto e Paulo Gustavo, além de eventos corporativos, esportivos e sociais como formaturas, podendo receber até dez eventos simultâneos.